# Vårtdaggkåpa
Vårtdaggkåpa (Alchemilla gibberulosa) är en rosväxtart som beskrevs av Harald Lindberg. Enligt Catalogue of Life ingår Vårtdaggkåpa i släktet daggkåpor och familjen rosväxter, men enligt Dyntaxa är tillhörigheten istället släktet daggkåpor och familjen rosväxter. Arten har ej påträffats i Sverige. Inga underarter finns listade i Catalogue of Life.